# Gewichtheffen op de Olympische Zomerspelen 2016 – Klasse tot 94 kilogram mannen
Het gewichtheffen in de klasse tot 94 kilogram voor mannen op de Olympische Zomerspelen 2016 vond plaats op zaterdag 13 augustus. Regerend olympisch kampioen was Ilya Ilyin uit Kazachstan. Hij kwam tijdens deze Spelen niet in actie en kon derhalve zijn titel niet verdedigen. De totale score die een gewichtheffer behaalde was de som van zijn beste resultaten in het trekken en het voorslaan en uitstoten, met de mogelijkheid tot drie pogingen in elk onderdeel. In deze gewichtsklasse deden twintig atleten mee, afkomstig uit zeventien verschillende landen: Oekraïne, Iran en Wit-Rusland zijn tweemaal vertegenwoordigd.
De Iraniër Sohrab Moradi won het goud met een totaalscore van 403 kilogram. Het was zijn grootste prestatie na zijn comeback een jaar eerder van een schorsing vanwege dopingmisbruik. De Polen Adrian en Tomasz Zieliński stonden oorspronkelijk op de startlijst, maar mochten niet deelnemen na het afleveren van een positieve dopingtest.

## Records
Voorafgaand aan het toernooi waren dit de wereldrecords en de olympische records.
| Wereldrecord     | Trekken | Akakios Kakiasvilis | 188 kg | Athene | 27 november 1999  |
| Wereldrecord     | Stoten  | Ilya Ilyin          | 233 kg | Londen | 4 augustus 2016   |
| Wereldrecord     | Totaal  | Ilya Ilyin          | 418 kg | Londen | 4 augustus 2016   |
| Olympisch record | Trekken | Kourosh Bagheri     | 187 kg | Sydney | 24 september 2000 |
| Olympisch record | Stoten  | Ilya Ilyin          | 233 kg | Londen | 4 augustus 2016   |
| Olympisch record | Totaal  | Ilya Ilyin          | 418 kg | Londen | 4 augustus 2016   |

## Uitslag
| rang   | naam                | land             | groep | gewicht | trekken (kg) | trekken (kg) | trekken (kg) | trekken (kg) | stoten (kg) | stoten (kg) | stoten (kg) | stoten (kg) | totaal |
| rang   | naam                | land             | groep | gewicht | 1            | 2            | 3            | Score        | 1           | 2           | 3           | Score       | totaal |
| ------ | ------------------- | ---------------- | ----- | ------- | ------------ | ------------ | ------------ | ------------ | ----------- | ----------- | ----------- | ----------- | ------ |
| Goud   | Sohrab Moradi       | Iran             | A     | 93,64   | 178          | 178          | 182          | 182          | 221         | 234         | 234         | 221         | 403    |
| Zilver | Vadzim Straltsou    | Wit-Rusland      | A     | 93,70   | 175          | 179          | 180          | 175          | 220         | 230         | 230         | 220         | 395    |
| Brons  | Aurimas Didžbalis   | Litouwen         | A     | 92,42   | 177          | 177          | 177          | 177          | 210         | 215         | 223         | 215         | 392    |
| 4      | Sarat Sumpradit     | Zuid-Korea       | A     | 93,05   | 170          | 175          | 177          | 177          | 205         | 210         | 213         | 213         | 390    |
| 5      | Ragab Abdelhay      | Egypte           | A     | 93,45   | 165          | 170          | 174          | 174          | 205         | 211         | 213         | 213         | 387    |
| 6      | Dmytro Chumak       | Oekraïne         | A     | 93,66   | 174          | 174          | 177          | 174          | 213         | 213         | 220         | 213         | 387    |
| 7      | Ali Hashemi         | Iran             | A     | 93,10   | 172          | 173          | 173          | 173          | 210         | 220         | 220         | 210         | 383    |
| 8      | Aljaksandr Bersanov | Wit-Rusland      | A     | 93,57   | 167          | 173          | 177          | 173          | 208         | 214         | 215         | 208         | 381    |
| 9      | Volodymyr Hoza      | Oekraïne         | B     | 93,66   | 165          | 170          | 174          | 170          | 195         | 200         | 205         | 205         | 375    |
| 10     | Park Han-woong      | Zuid-Korea       | B     | 92,39   | 160          | 165          | 165          | 165          | 202         | 210         | 210         | 202         | 367    |
| 11     | Kendrick Farris     | Verenigde Staten | B     | 93,24   | 160          | 165          | 165          | 160          | 197         | 201         | 205         | 197         | 357    |
| 12     | Kévin Bouly         | Frankrijk        | B     | 93,76   | 145          | 150          | 155          | 155          | 180         | 185         | 190         | 190         | 345    |
| 13     | Simplice Ribouem    | Australië        | B     | 93,25   | 145          | 150          | 155          | 155          | 185         | 191         | 191         | 185         | 340    |
| 14     | Sonny Webster       | Groot-Brittannië | B     | 93,58   | 148          | 148          | 151          | 148          | 185         | 190         | 190         | 185         | 333    |
| 15     | Cristopher Pavón    | Honduras         | B     | 93,26   | 140          | 140          | 145          | 145          | 180         | 185         | 185         | 180         | 325    |
| 16     | Petit Minkoumba     | Kameroen         | B     | 91,61   | 140          | 145          | 145          | 140          | 165         | 170         | 170         | 165         | 305    |
| 17     | James Adede         | Kenia            | B     | 92,89   | 112          | 116          | 123          | 116          | 140         | 146         | 146         | 140         | 256    |
| –      | Tanumafili Jungblut | Amerikaans-Samoa | B     | 92.91   | 141          | 141          | 141          | –            | –           | –           | –           | –           | DNF    |